# Apodicrania termitophila
Apodicrania termitophila är en tvåvingeart som först beskrevs av Borgmeier 1923.  Apodicrania termitophila ingår i släktet Apodicrania och familjen puckelflugor. Inga underarter finns listade i Catalogue of Life.